# جيني وريل
جيني وريل (بالإنجليزية: Jennie Worrell)‏ هي ممثلة أمريكية، ولدت في 1850، وتوفيت في 1899.

## وصلات خارجية
- جيني وريل على موقع قاعدة بيانات برودواي على الإنترنت (الإنجليزية)